# Куринной, Игорь Игоревич
Игорь Игоревич Куринной (род. 22 марта 1972, село Белокоровичи Житомирской области УССР) — советский и российский самбист и сумотори, трёхкратный чемпион мира по самбо, серебряный призёр Всемирных Игр по сумо, пятикратный чемпион Европы по самбо, трёхкратный бронзовый призёр чемпионатов мира по сумо, трёхкратный чемпион Европы по сумо, пятикратный обладатель Кубка мира по самбо, заслуженный мастер спорта по самбо и по сумо, мастер спорта по дзюдо. Заслуженный тренер России. Общественный деятель. Автор ряда учебных пособий и исследований в области истории, теории и практики физического воспитания и спортивной подготовки, публикаций в русле псевдонаучной теории «Новой хронологии». 

## Биография
Родился 22 марта 1972 года в селе Белокоровичи Житомирской области в семье начальника Политотдела 50-й ракетной дивизии Игоря Ивановича Куринного. В 1975 году переехал с родителями в город Смоленск, где в 1983 году начал заниматься борьбой самбо и дзюдо в ДСО «Урожай» у тренера Андрусова Ивана Стефановича.
В 1984 году после назначения отца начальником Политического управления Военно-космических сил - семья переехала в Москву, где Игорь продолжил тренировки в секции дзюдо ЦСКА. 1 сентября 1985 года поступил в спецкласс школы Олимпийского резерва «Самбо-70», где тренировался под руководством тренера Комарова Олега Витальевича.
В 1987 году стал победителем Спартакиады школьников СССР.
В 1988 году стал серебряным призёром Всесоюзных юношеских Игр и выполнил норматив «Мастер спорта СССР». В 1989 году стал победителем Первенства СССР среди юношей. В этом же году окончил школу и поступил в Военную академию им. Ф. Э. Дзержинского (в 1997 году переименована в ВА РВСН имени Петра Великого) на специальность автоматические системы управления летательными аппаратами.
В 1990 году выиграл серебряную медаль на Первенстве мира среди молодёжи. В 1991 году на чемпионате мира среди мужчин в Монреале (Канада) выиграл первую в своей карьере золотую медаль, став самым молодым чемпионом мира по самбо (в 19 лет и 9 месяцев). Выполнил норматив «Мастер спорта СССР международного класса». Входил в последнюю сборную СССР. В 1994 году на чемпионате мира по самбо в Новисаде (Югославия) выиграл вторую золотую медаль. В этом же году выиграл командный Кубок мира в составе сборной России, а также личный Кубок мира по самбо. После этого ему присвоили звание Заслуженного мастера спорта по самбо. Был признан «Лучшим спортсменом Москвы 1994 года». За годы учёбы неоднократно награждался министром обороны, командующим ракетными войсками стратегического назначения и начальником академии. Был награждён высшим для рядового состава поощрением - фотографией на фоне развёрнутого знамени полка. В 1995 году окончил академию и продолжил службу в военно-космических силах России. В 2001 году выиграл третью золотую медаль чемпионата мира. Обладатель Кубка мира в 1994, 1996, 2001 и 2002 годах. Был пионером внедрения мультимедийных обучающих программ  и энциклопедий. Выпустил в свет мультимедийную  "Энциклопедию отечественной космонавтики" (1996), мультимедийное издание "Самбо для профессионалов" в трёх томах, программу оценки уровня здоровья борца "Атлетика" (1994-2004), переводившиеся на несколько языков мира.
Заслуженный тренер РФ. Стоял у истоков борьбы сумо в России. В 1998 году стал первым чемпионом России по сумо. Основатель школы борьбы «Борец» (ныне Академия профессионального образования "Борец"). Трёхкратный бронзовый призёр чемпионатов мира по сумо, трёхкратный чемпион Европы по сумо. В 2003 и 2004 годах признавался лучшим сумотори Европы. В 2004 году получил звание заслуженного мастера спорта по сумо. Указом Президента Российской Федерации В. В. Путина в 2003 году награждён медалью Ордена «За заслуги перед Отечеством II степени». Имеет благодарственное письмо Президента Российской Федерации (2012), Лауреат премии мэра Москвы, как лучший тренер года и автор инновационных учебных пособий (2008, 2013), лауреат всероссийского конкурса молодых учёных в области спорта высших достижений (2006). За работу по популяризации идей космонавтики среди молодёжи награждён медалью «имени Ю. А. Гагарина» российского авиационно-космического агентства и медалью «За большой вклад в развитие космонавтики» Совета ветеранов военно-космических сил. В 2006 году награждён медалью «За служение Родине», в 2013 году присвоено почётное звание «Почётный гражданин района „Ново-Переделкино“ в городе Москве». Лауреат премии «Спортивная слава Москвы» (2017). В 2021 году Указом Мэра Москвы присвоено звание "Почётный работник физкультуры, спорта и туризма Москвы" за многолетнюю безупречную работу в спортивной отрасли.
В 2002 году защитил диссертацию на тему: «Применение современных информационных технологий для повышения эффективности тренировочного процесса борца» и получил учёную степень кандидат педагогических наук. С 2008 по 2013 год профессор, заведующий кафедрой Физического воспитания Российского Национального Исследовательского Медицинского Университета имени Н. И. Пирогова. Учебное пособие «Физическое воспитание студентов в медицинском ВУЗе» признавалось лучшим учебником РНИМУ им. Н. И. Пирогова 2011 года. 5 декабря 2009 года избран профессором Академии Военных Наук РФ. В 2013 году избран в состав первой в истории Общественной палаты города Москвы. Член Союза писателей России (с 2017), лауреат премии имени Е. Зубова по литературе (2019). Награждён медалью Сергея Орехова Московской филармонии за вклад в популяризацию гитарного искусства. Член правления всероссийского общества дружбы с Кубой (с 2018). Действительный член Международной академии русской словесности (2019).
В 2024 году спортивная школа "Борец" расширила свою деятельность и была реорганизована в Академию профессионального образования "Борец" (Академию искусств Игоря Куринного), генеральным директором которой И.Куринной и является сегодня. Также является членом президиума федерации самбо Москвы.
Известен также как исполнитель в жанре авторской песни, композитор, имеющий собственный широкий репертуар и ведущий гастрольную деятельность. 
Автор более 150 песен Автор и ведущий "Философского клуба Игоря Куринного", гостями которого являются выдающиеся деятели науки и техники. Член редакционного совета журнала "Поэзия. Двадцать первый век". Лектор Российского общества «Знание».

## Публикации
- Куринной И. И. Игры, угодные богам, Издательство: АСТ, Астрель, ВКТ ISBN 978-5-17-068349-9, 978-5-271-29002-2, 978-5-226-02694-2; 2010 г.
- Куринной И. И. Борец о борьбе. Философия и практика борьбы великой империи. Издательство: АСТ. ISBN 978-5-17-060770-9; 2009 г.
- И.Куринной "Самбо для профессионалов. Техника борьбы стоя". Мультисофт — 1994-2004
- И.Куринной "Самбо для профессионалов. Техника борьбы лёжа". Мультисофт — 1994-2004
- И.Куринной "Самбо для профессионалов. Физическая подготовка борца". Мультисофт 1994-2004
- З-80 Золотая строка Московии. Антология одного стихотворения — М.: Серебро слов. — 2017.- 26 с.
- П67 Поэзия. Двадцать первый век от Рождества Христова. № 2, 2017. — М.: МООП «Международный Литературный фонд»; Коломна: Серебро слов, 2017.- 272 с.: ил.
- К14 Казачий крест — М: Коломна: Серебро слов, 2017.- 454 с., ил.
- П67 Поэзия. Двадцать первый век от Рождества Христова. № 2, 2018. — М.: МООП «Международный Литературный фонд»; Коломна: Серебро слов, 2018.- 272 с.: ил.
- З-80 Золотое перо Московии. Антология одного стихотворения — М.: Серебро слов. — 2018.- 122 с.
- К 93 Куринной И, Гонит ветер листок. Сборник поэзии.-М.: Московская городская организация Союза писателей России, 2019.- 206 с. ISBN 978-5-7949-0695-0
- З-80 Золотое перо Московии. Антология одного стихотворения. Вып.24. — М.: Серебро слов. — 2019.- 136 с.

## Дискография
1. Wrestler with guitar — 2015
2. Весна, друзья, гитара — 2016
3. Этот мир казался сказочно красивым — 2017
4. Поосторожней со словами, господа! — 2018
5. Хорошие слова — 2019
6. Гонит ветер листок — 2019
7. Плывут по небу облака — 2020
8. Я задумал спеть с оркестром — 2021
9. Симфонические фантазии для гитары с оркестром